# Quruli
Quruli (яп. くるり, Курурі) — японська рок-група, утворена у 1996 році. На 2018 рік складається з трьох учасників: Сіґеру Кісіда, Масасі Сато, Фанфан.

## Учасники гурту
- Сіґеру Кісіда (яп. 岸田繁, англ. Shigeru Kishida; нар.27 квітня 1976, Кіото) — вокаліст, електрогітара, автор текстів і лідер рок-гурту.
- Масасі Сато (яп. 佐藤征史, англ. Masashi Satō; нар.1 лютого 1977, Камеока;) — бас-гітара; президент лейблу Noise McCartney Records; користується Fender Jazz Bass.
- Фанфан (яп. ファンファン, англ. Fanfan; нар.13 лютого 1985, Майдзуру) — труба, клавішниця.